# 908
Раннє Середньовіччя •  Епоха вікінгів •  Золота доба ісламу •  Реконкіста

## Геополітична ситуація
У Візантії триває правління Лева VI. На підконтрольних франкам теренах існують Західне Франкське королівство, Східне Франкське королівство, Італійське королівство, Провансальське королівство. Північ Італії належить Італійському королівству під владою франків, середню частину займає Папська область, герцогства на південь від Римської області незалежні, деякі області на півночі та на півдні належать Візантії, інші окупували сарацини. Піренейський півострів, окрім Астурійського королівства та Іспанської марки, займає Кордовський емірат. Північну частину Англії захопили дани, на півдні править Вессекс. Існують слов'янські держави: Перше Болгарське царство, Велика Моравія, Богемія, Приморська Хорватія, Київська Русь. Паннонію окупували мадяри.
Аббасидський халіфат очолив аль-Муктадір, халіфат втрачає свою могутність. У Китаї триває період п'яти династій і десяти держав. Значними державами Індії є Пала, Пратіхара, Чола. В Японії триває період Хей'ан. На північ від Каспійського та Азовського морів існує Хозарський каганат.
Територію лісостепової України займає Київська Русь. У Північному Причорномор'ї співіснують різні кочові племена, зокрема хозари, алани, тюрки, угри, печеніги, кримські готи. Херсонес Таврійський належить Візантії.

## Події
- Отруєно останнього імператора династії Тан Ай-ді.
- В Аббасидському халіфаті розпочалося правління малолітнього аль-Муктадіра. Проти молодого халіфа одразу ж виникла змова, його скинули на користь поета ібн аль-Мутазза, але наступного року євнух Муніс повернув аль-Муктадіру титул халіфа, фактично взявши владу в свої руки.
- Герцог Саксонії Оттон приєднав до своїх володінь Тюрингію.